# 봄의 멜로디
《봄의 멜로디》(영어: 33 Postcards)는 2011년 공개된 영화이다.

## 출연

### 주연
- 가이 피어스
- 주린

### 조연
- 링컨 루이스
- 클로디아 카번
- 라이스 멀둔
- 케인 오키프
- 클레어 스콧
- 존 앳킨슨
- 테리 세리오
- 맷 네이블
- 클레이턴 왓슨
- 프랭키 오트웨이
- 멕 맥킨토시
- 벤 맥클레인
- 제임스 프레이저
- 그레고리 케인
- 이반 토픽
- 데이빗 릴리코트
- 웨인 스콧 커몬드
- 사스키아 윌리스크로프트
- 금연령

## 기타
- 프로듀서: 제 윙 입
- 프로듀서: 데이지 잔샨단
- 라인프로듀서: 데니스 키엘리
- 협력프로듀서: 필립 찬
- 협력프로듀서: 히 유에 후아
- 조감독: 키스 헤이게이트
- 조감독: 마이클 호바스
- 조감독: 제이미 플랫
- 미술: 토머스 종
- 미술: 페타 로슨
- 의상: 싼더 휴벨
- 분장부문: 제스 플레밍
- 분장부문: 트리쉬 글로버
- 분장부문: 양 퀴
- 배역: 페이스 마틴
- 프로덕션매니저: 양 빈
- 프로덕션매니저: 히 다강
- 프로덕션매니저: 존 메이슨
- 프로덕션매니저: 마이클 레드만
- 프로덕션매니저: 존 휠러